# 郁崑

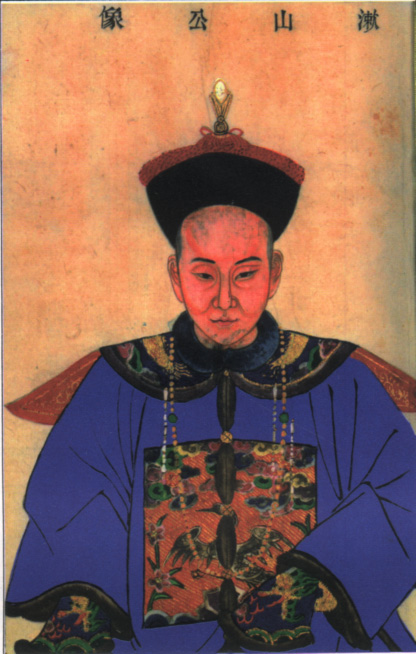
郁崑像，取自清代修《上海萧邑郁氏宗谱》

郁崑（？年—？年），字漱石，江蘇上海縣（今屬上海市）人。晚清探花、政治人物。

## 生平
同治十年（1871年）辛未科一甲第三名進士。授翰林院編修。歷官順天鄉試同考官、广东鄉試副主考，提督湖北學政，官至翰林院侍讀。

## 外部連結
- 郁崑 （页面存档备份，存于） 北京市東城區圖書館